# Andrey Baranov
Andrey Baranov (en russe : Андрей Владимирович Баранов, né en 1986 à Leningrad) est un violoniste russe.
Il remporte le premier prix du concours Reine Élisabeth en 2012.